# Muzeum im. ks. Józefa Jarzębowskiego w Licheniu Starym
Muzeum im. ks. Józefa Jarzębowskiego w Licheniu Starym – mariańskie muzeum znajdujące się na terenie sanktuarium Matki Bożej Bolesnej Królowej Polski we wsi Licheń Stary w absydzie bazyliki, na powierzchni prawie 1000 m². Wejście do niego znajduje się od strony północnej.
Gromadzi ono starodruki polskie i obce z czasów od XVI do XVIII wieku, listy i autografy królewskie, rękopisy polskich pisarzy okresów: romantyzmu, pozytywizmu, Młodej Polski oraz jeden z największych w Polsce zbiorów pamiątek z powstania styczniowego. Ważną część ekspozycji stanowią dwie kolekcje broni białej – europejskiej i wschodniej, kolekcja obrazów olejnych europejskich mistrzów XVII i XVIII wieku, bulle papieskie, dokumenty królewskie od Władysława Jagiełły do Stanisława Augusta Poniatowskiego, a także pamiątki po więźniach sowieckich łagrów i hitlerowskich obozów koncentracyjnych.

## Historia muzeum
Ksiądz Józef Jarzębowski (MIC) pracował w Kolegium Bielańskim w Warszawie, gdzie był wychowawcą i nauczycielem. Ponadto był również opiekunem przyszkolnej pracowni przedmiotów humanistycznych. Od roku 1925 za zgodą przełożonych zbierał pamiątki dotyczące zarówno Polski przedrozbiorowej, jak również powstań narodowych: kościuszkowskiego, listopadowego i styczniowego. Tak stopniowo powstawała obecna kolekcja, powiększana także w latach późniejszych.
W czasach II wojny światowej kolekcja przetrwała dzięki zaangażowaniu ks. Jarzębowskiego, który już od początku wojny zadbał o to, by uległa rozproszeniu. W czasie wojny przedostał się ks. Jarzębowski przez Rosję i Japonie do Stanów Zjednoczonych gdzie pracował na placówkach polskich. Potem zajmował się sierotami w Meksyku. Tam w 1944 r. zdobył unikalne popiersie marmurowe królewicza (bodaj Kommodusa) z okresu rzymskiego, które razem z nim dotarło do zespołu dworskiego nad Tamizą w Fawley Court i które zostało zlicytowane dopiero w 2005 r. Reszta dotychczasowych zbiorów była podzielona i przechowywana przez różne osoby prywatne i instytucje, by po wojnie trafić do biblioteki i muzeum przy mariańskim gimnazjum dla chłopców polskich oraz innych emigrantów w Fawley Court w Wielkiej Brytanii. Przez kilkadziesiąt lat istnienia tego skupiska polskiego dodawali polscy kolekcjonerzy do zbiorów czołowego muzeum na terenie zachodniej Europy. Zamknięcie i rozproszenie biblioteki oraz zbiorów muzealnych spowodowało powszechne zbulwersowanie w środowiskach Polonii i fachowców.
Od 2 lipca 2010 r., po powrocie do kraju części zbiorów, znajdują się one w Licheniu.

## Sześć sal ekspozycji

### Rzeczpospolita Szlachecka
Eksponowane są tutaj kolekcje broni białej płk Witolda Buchowskiego, i Stanisława Zygmunta Ipohorskiego-Lenkiewicza oraz dokumenty i listy królewskie, ryciny, mapy, tkaniny i przedmioty użytkowe.

### Drogi do Niepodległości
Prezentowane w tej sali są dokumenty, świadectwa, fotografie i inne przedmioty głównie z czasów powstań. Kolekcja ta tanowiła serce Muzeum w Fawley Court.

### Sala Wystaw Czasowych – Powstanie Styczniowe
W jednej z największych kolekcji pamiątek i dokumentów z okresu powstania można zobaczyć nie tylko okulary Romualda Traugutta, ale także fotografie, spisane relacje uczestników walk, opisy bitew i potyczek, oryginalne rozkazy i instrukcje Tymczasowego Rządu Narodowego.

### Skarbczyk Starej Książki
Nazwa tej sali nawiązuje do wystawy o takim samym tytule, jaką ks. Jarzębowski zorganizował w latach 20. XX w. w Warszawie. Eksponowane są tutaj inkunabuły, druki polskie i obce z XVI w., pergaminowe foliały z XV w. oraz inne starodruki i książki.

### Galeria Sztuki Sakralnej
Ekspozycja obejmuje malarstwo, rzeźbę, tkaniny, przedmioty liturgiczne oraz dokumenty kościelne.

### Galeria Grafiki i Rysunku
Zbiory gromadzone od 1925 roku, eksponowane w tej galerii obejmują dzieła artystów włoskich, niderlandzkich, francuskich, niemieckich i polskich, takich jak: Rembrandt, Jan Piotr Norblin, Jan Matejko, Henryk Siemiradzki, Józef Brandt, Wojciech Kossak i inni.